# Morfologia vegetal
La morfologia vegetal o fitomorfologia és el terme general per a l'estudi de la
morfologia, la forma i l'estructura externa, de les plantes. Es diferencia de l'anatomia vegetal, que és l'estudi de l'estructura interna dels vegetals, especialment a nivell microscòpic. La morfologia de la planta és útil en la identificació de les plantes sobretot en estudis de sistemàtica.

## Àmbit d'aplicació

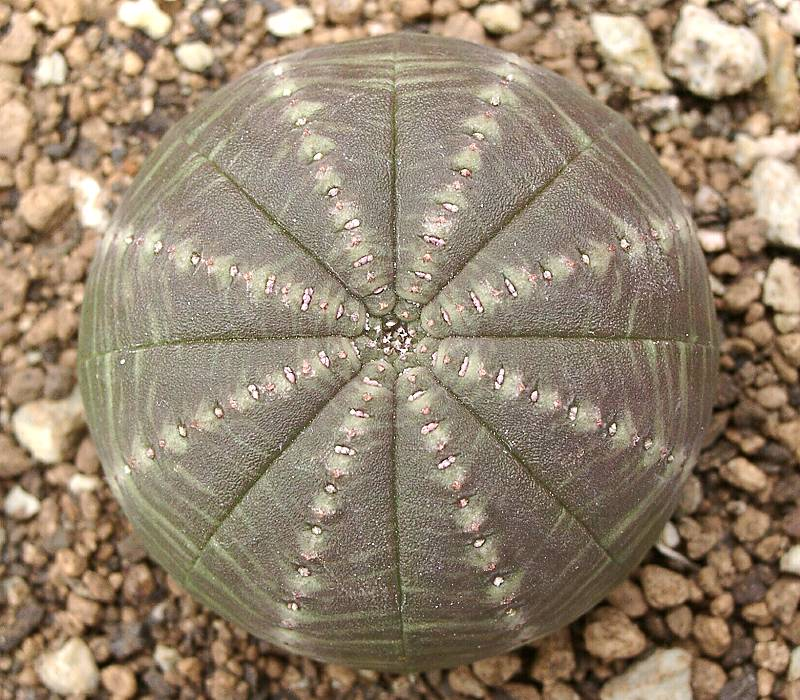
Euphorbia obesa, una lleteresa

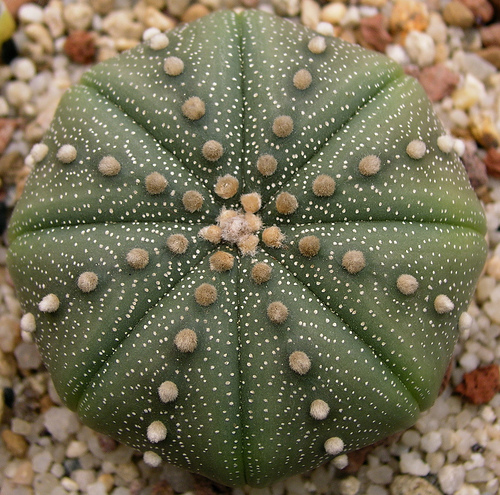
Astrophytum asterias, un cactus

La morfologia vegetal "representa l'estudi de l'evolució, la forma i estructura de les plantes, i, en darrer terme, tracta d'interpretar aquests sobre la base de similitud de la funció i l'origen." Hi ha quatre àrees principals de recerca a la planta de morfologia, i cadascun se solapa amb un altre camp de les ciències biològiques.
En primer lloc, la morfologia és comparativa, en tant que l'estudi morfològic de les estructures de les diferents plantes d'una o diverses espècies, a continuació, fa comparacions i es formulen idees sobre les similituds. Quan es creu que les estructures a les diferents espècies, existents i es desenvolupen com a resultat d'una mateixa línia evolutiva, aquestes estructures s'anomenen homòlogues. Per exemple, les fulles dels pins, dels roures i les cols són aparentment molt diferents entre elles, però comparteixen estructures bàsiques comunes (p. ex.: presència de nervadures i de pecíol). La morfologia vegetal va més enllà, i descobreix que les espines dels cactus també comparteixen la mateixa estructura bàsica i el mateix desenvolupament que tenen les fulles en altres plantes, per tant és a bastament acceptat que les espines són òrgans homòlegs a les fulles, tot i tenir funcions fisiològiques ben diferents. Aquest aspecte de la morfologia vegetal es complementa amb l'estudi de l'evolució vegetal i la paleobotànica.
En segon lloc, la morfologia vegetal estudia tant les estructures en vegetatives (somàtiques) com les estructures reproductives. Les estructures vegetatives de les plantes vasculars inclou l'estudi del sistema aeri, compost per les tiges i fulles, així com el sistema radicular. Les estructures de reproducció són més variades, i solen ser específiques per a cadascun dels grans grups de vegetals, com ara les flors i les llavors en els cormòfits; els sorus en les falgueres; i les càpsules en les molses. L'estudi detallat de les estructures reproductives en plantes va conduir al descobriment de l'alternança de generacions a totes les plantes i la majoria de les algues. Aquesta àrea de la morfologia de la planta se solapa amb
l'estudi de la biodiversitat i la sistemàtica dels vegetals.
En tercer lloc, la morfologia vegetal estudia l'estructura en un rang d'escales. L'escala més petita és la ultraestructura. Les característiques estructurals de les cèl·lules en general només es poden observar amb l'ajuda d'un microscopi electrònic, i la citologia, l'estudi de cèl·lules per mitjà de microscòpia òptica. En aquesta escala, se solapa amb l'anatomia vegetal. A major escala s'estudia el patró de creixement i l'estructura general de la planta. El patró de
ramificació d'un arbre varia d'espècie a espècie, així com la forma vital de Raunkjaer que adopta (p. ex.: arbre, arbust o herba).
En quart lloc, la morfologia vegetal estudia models de desenvolupament, és a dir el procés pel qual s'originen i maduren les estructures a mesura que la planta creix. Mentre que la majoria d'animals produeixen tots els òrgans en un breu estadi embrionari a l'inici de la seva vida, les plantes produeixen constantment nous teixits i estructures durant tota la vida. Una planta viva sempre té teixit embrionari viable. L'estudi morfològic d'aquests processos, les causes, i el seu resultat són part de la morfologia vegetal i se solapa amb la fisiologia vegetal i l'ecologia.

## Ciència comparativa
La morfologia vegetal compara les estructures de diferents plantes. Fer comparacions entre les estructures similars en els diferents
plantes aborda la qüestió de per què les estructures són similars. És molt probable que causes semblants subjacents de la genètica, la fisiologia o la resposta al medi ambient duen a similituds en l'aparença. Els resultats de la investigació científica d'aquestes
causes sol conduir a alguns d'aquests dos resultats:
- Homologia: L'estructura és similar entre les dues espècies (o individus) degut a l'ascendència comuna i, per tant, a mecanismes genètics i de desenvolupament comuns. La presència d'homologia admet la conservació del tret morfològic relativament inalterat i la presència d'un avantpassat comú que també presentava aquesta estructura. Aquest avantpassat comú pot ser recercat a través de fòssils.
- Convergència: L'estructura és similar entre les dues espècies (o individus) degut a una adaptació independent a les pressions ambientals comunes. La convergència no requereix que l'estructura fos present en un avantpassat comú entre els dos individus estudiats. Per exemple, tot i que les cícades (Cycas revoluta) i les palmeres tinguin la mateixa forma general per a les fulles; aquestes pertanyen a grups evolutius molt allunyats i no comparteixen avantpassats comuns amb les mateixes fulles.

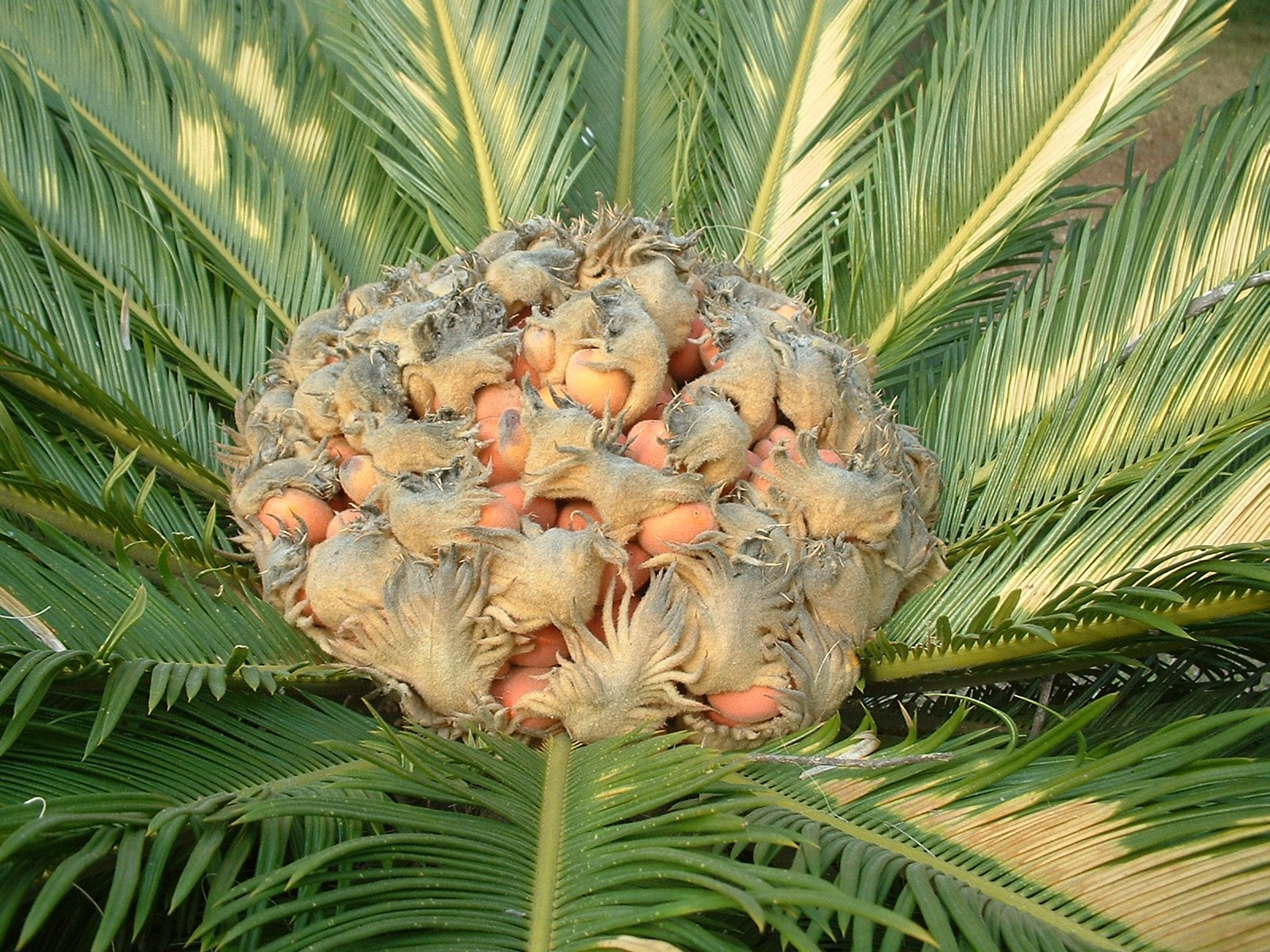
Cycas revoluta
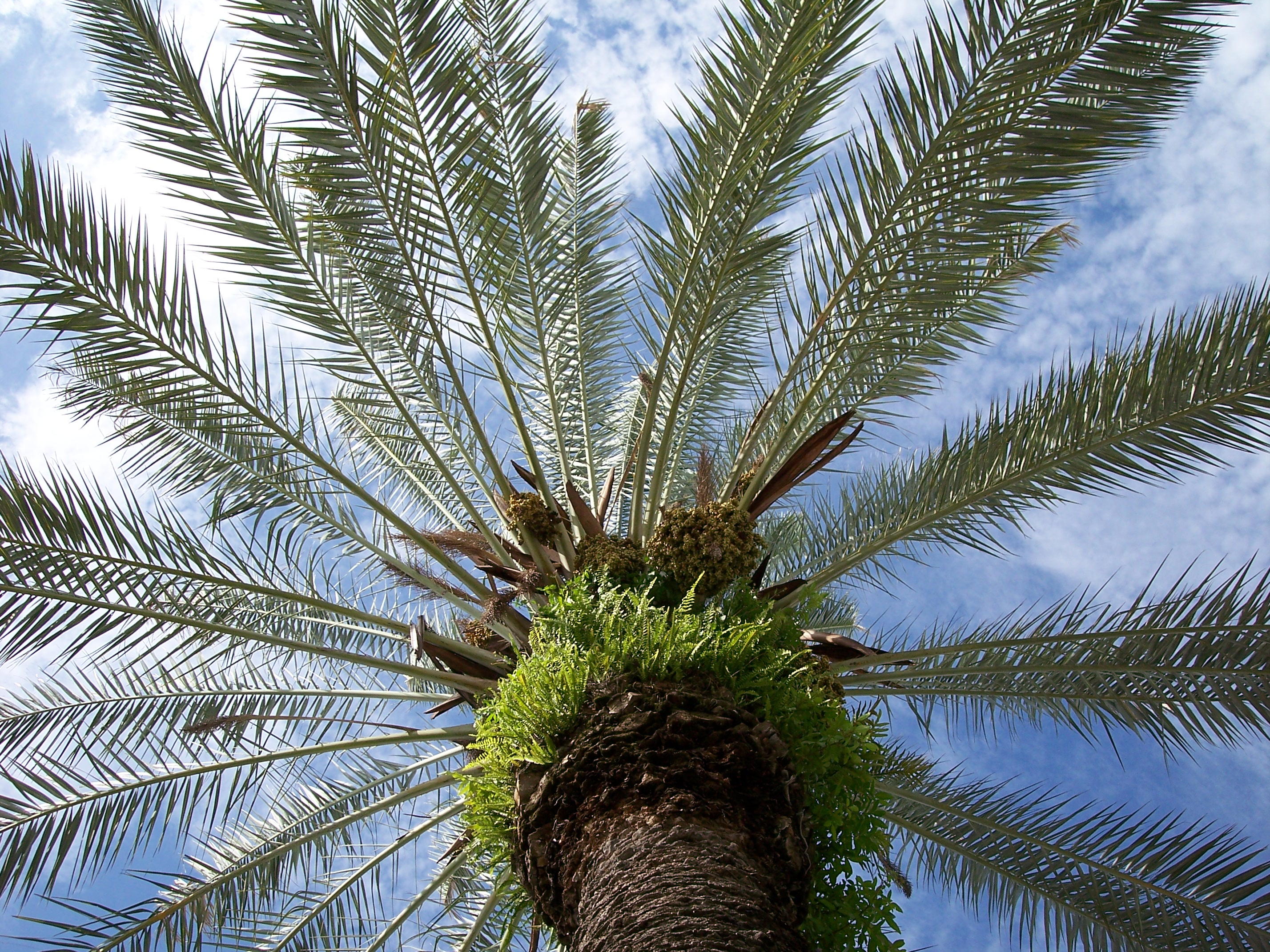
Phoenix dactylifera

## Caràcters vegetatius i reproductius
La morfologia vegetal estudia tant les estructures vegetatives de les plantes com les estructures reproductives. Les estructures vegetatives (somàtiques) de les plantes vasculars inclouen dos sistemes d'òrgans principals: 
- Un sistema aeri amb funció fotosintètica i de sosteniment, compost per les tiges i fulles.
- Un sistema d'arrels amb funcions de captació de nutrients i de fixació al substrat.

Aquests dos sistemes són comuns a la majoria de les plantes vasculars. Per contra, les estructures reproductives són variades, i solen ser específiques per a un determinat grup de plantes. Estructures com les flors i els fruits només es troben a les angiospermes; els sorus es troben només a les falgueres i les pinyes només es troben en les coníferes i altres gimnospermes. Els caràcters reproductius, es consideren de major utilitat per a la classificació de les plantes que els caràcters vegetatius.

### Ús en la identificació

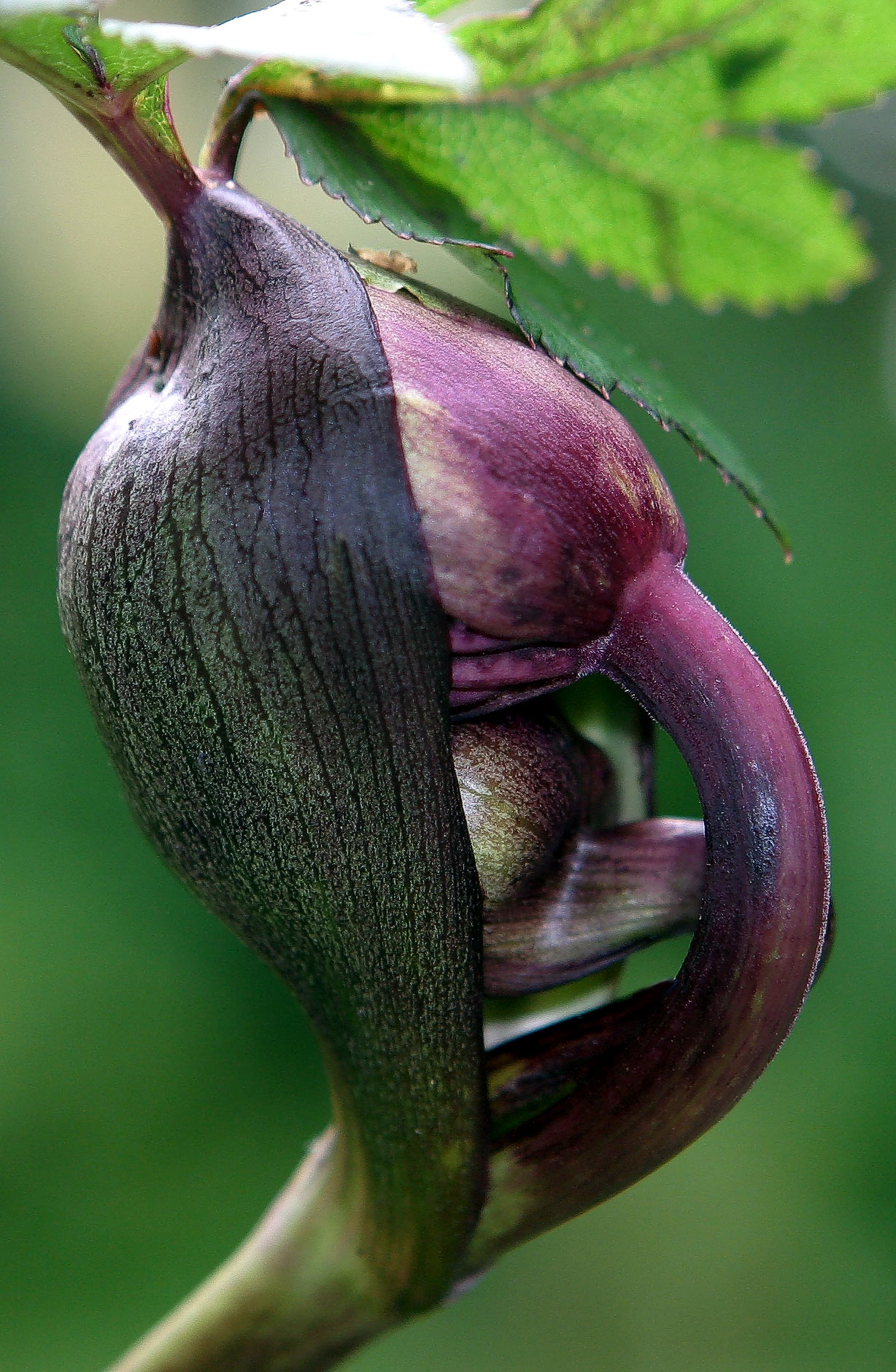
Inflorescència emergint de les cobertes protectores.

Els botànics usen caràcters morfològics de les plantes que es poden comparar, mesurar, comptar i/o descriure per avaluar les diferències o similituds entre els tàxons de plantes i usen aquests caràcters per a la identificació, classificació i descripció de les plantes.
Quan es fan servir caràcters en la descripció o diagnòstic per a la identificació s'anomenen caràcters clau i poden ser qualitatius i quantitatius:
- Els caràcters quantitatius són trets morfològics que es poden comptar o mesurar, per exemple la longitud o el nombre de pètals d'una flor.
- Els caràcters qualitatius són trets morfològics que no es poden mesurar estrictament. Sovint responen a la percepció més o menys subjectiva de l'observador i a les seves habilitats i destreses adquirides. Són caràcters qualitatius la forma de la fulla o el color de les flors.

Tots dos tipus de caràcters resulten útils en la identificació dels vegetals.

### Alternança de generacions
L'estudi detallat de les estructures reproductives en plantes conduí al descobriment pel botànic alemany Wilhelm Hofmeister, de l'alternança de generacions, que és present en totes les plantes i la majoria de les algues. Aquest descobriment és important, ja que proporciona una base comuna per a la comprensió del cicle de vida de totes les plantes.

## Desenvolupament vegetal
El desenvolupament vegetal és el procés pel qual les estructures originàries maduren a mesura que la planta creix. És un tema comú d'estudi de l'anatomia vegetal, la fisiologia vegetal i la morfologia vegetal.
El procés de desenvolupament en les plantes és fonamentalment diferent de l'observada en els animals vertebrats. Quan un embrió animal comença a desenvolupar-se, produirà molt aviat totes les parts del cos que tindrà durant la seva vida. Quan l'animal neix té totes les parts del desenvolupades quant a la seva estructura principal i els canvis produïts posteriorment solen ser de creixement o de maduració. Per contra, les plantes produeixen constantment nous teixits i estructures de tota la seva vida a partir dels meristemes, que hi ha als extrems dels òrgans més joves o entre els teixits madurs. Així, un planta viva sempre té teixits "embrionari" capaç de seguir creixent i desenvolupant nous teixits i òrgans.
Les propietats de l'organització vist en una planta són les propietats emergents que són més que la suma de les parts individuals. "El conjunt d'aquests teixits i funcions en un sistema integrat en un organisme pluricel·lular, són només el resultat de la suma del conjunt de les característiques de les parts i processos individuals, sinó també un nou conjunt de característiques que no eren previsibles, sobre la base de l'examen de les parts separades." En altres paraules, saber tot sobre les molècules en una planta no és suficient per predir les característiques de les cèl·lules, i conèixer totes les propietats de les cèl·lules no permet predir totes les propietats de l'estructura de la planta.

## Creixement vegetal
Una planta vascular s'inicia des d'un zigot unicel·lular, format durant fertilització d'un òvul per un espermatozoide. Des d'aquest moment, comença a dividir-se per formar un embrió vegetal a través del procés de l'embriogènesi. Quan això succeeix, les cèl·lules resultants s'organitzen de manera que un extrem es converteix en la primera arrel, mentre que l'altre extrem forma la punta de la branca. A les plantes de llavor, l'embrió es desenvoluparà una o diverses "fulles de la llavor" (cotilèdons). Al final de l'embriogènesi, la planta jove tindrà tots els elements necessaris per començar en la seva vida.
Un cop l'embrió germina a partir de la seva llavor o planta mare (en el cas de reproducció asexual), comença a produir òrgans
addicionals (fulles, tiges i arrels) a través del procés d'organogènesi. Noves arrels creixen
de meristemes radicular situat a la punta de l'arrel, i noves tiges i fulles creixen dels meristemes apicals situats a la punta de la branca. El creixement es produeix quan petits
grups de cèl·lules del meristema, que encara no han patit diferenciació cel·lular, proliferen per a formar teixits especialitzats, començant a allargar-se a partir de la punta de l'arrel o la tijar. El creixement en longitud de qualsevol meristema s'anomena creixement primari i el creixement en volum d'aquestes estructures primàries s'anomena creixement secundari a partir del teixit anomenat càmbium.
A més del creixement per divisió cel·lular, una planta pot créixer a través de l'elongació cel·lular. No totes les cèl·lules de la planta creixeran a la mateixa longitud. Quan les cèl·lules en un costat d'una tija es fan més llargues que les cèl·lules a l'altra banda, la tija es vincla cap al costat de les cèl·lules de creixement més lent.

## Variació morfològica

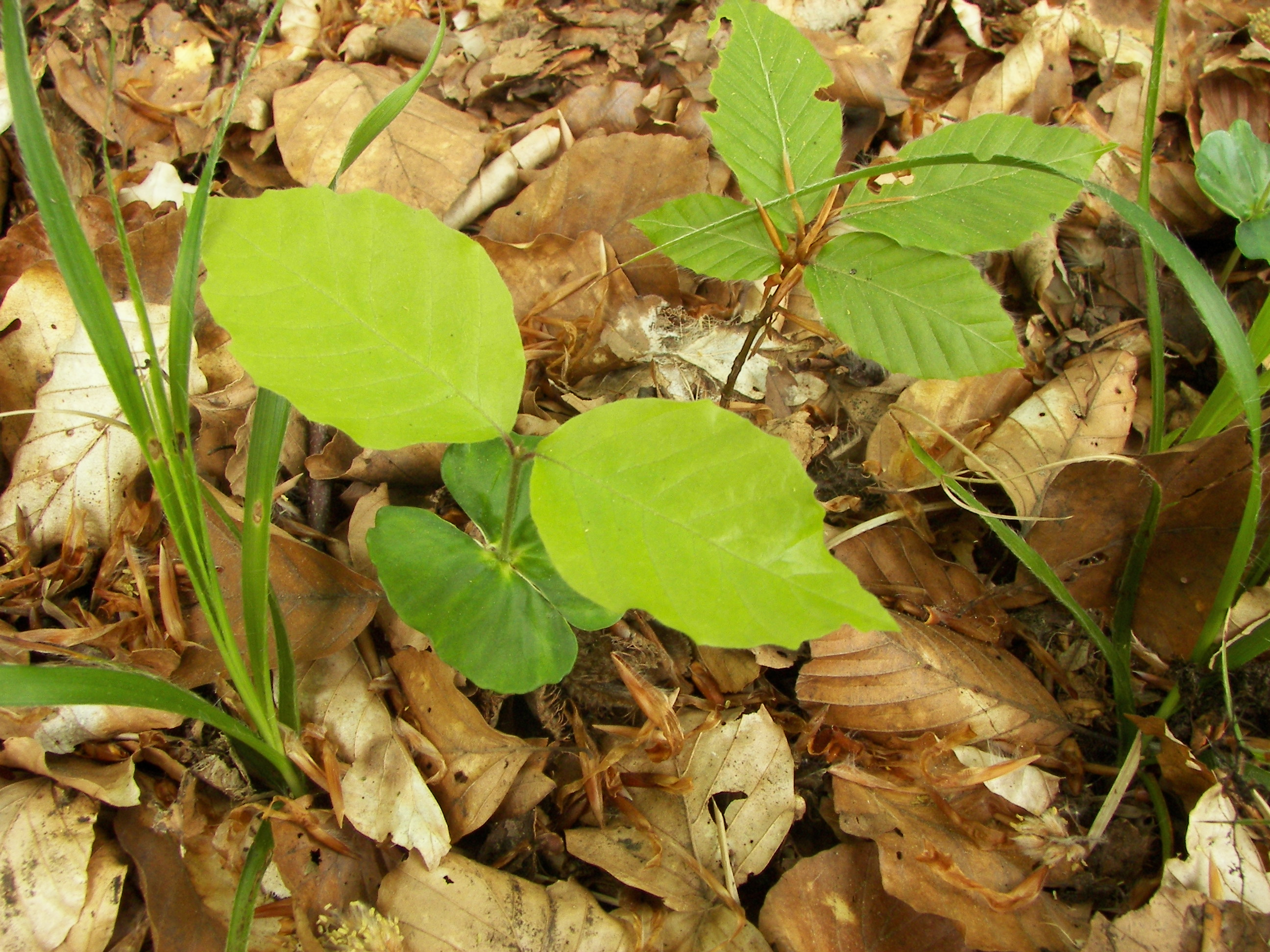
Plàntula de faig. Noteu la diferència tant en forma com en color entre els cotiledons (a sota) i les primeres fulles "normals" a (dalt).

Les plantes exhibeixen variació natural en la seva forma i estructura. Si bé tots els organismes varien lleugerament entre els diferents individu d'una mateixa espècie, les plantes presenten un tipus addicional de variació. En un sol individu, les parts es repeteixen, però poden diferir en la forma i l'estructura d'aquests òrgans homòlegs. Aquesta variació es veu freqüentment en les fulles d'una planta, 
encara que també en altres òrgans, com les tiges i les flors. Hi ha tres causes principals d'aquesta variació: 
- Els efectes de posició.
- Els efectes ambientals.
- Els efectes juvenils.

### Efectes de posició

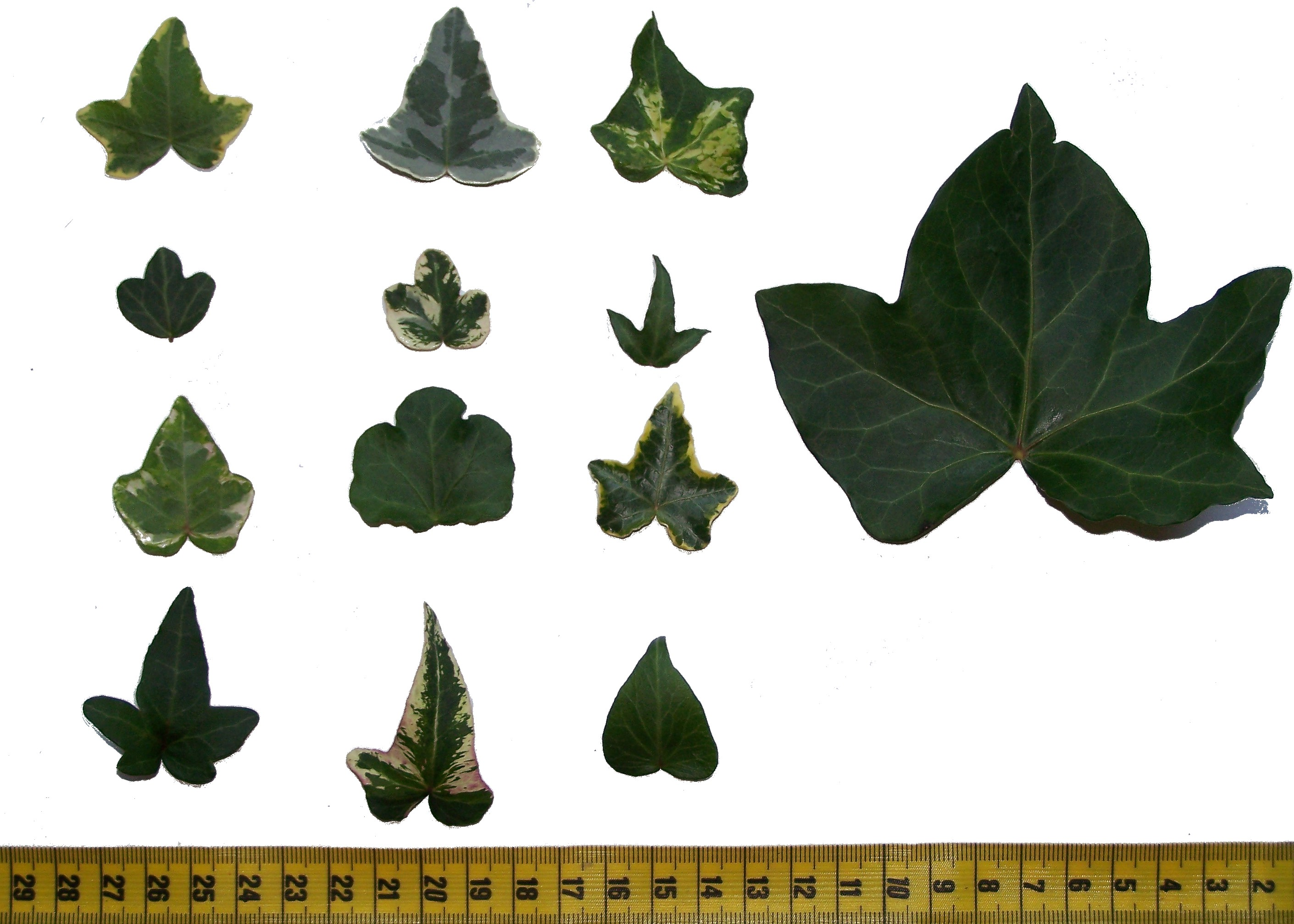
Les fulles de l'heura (Hedera helix) varien segons varietat a la que pertanyin.

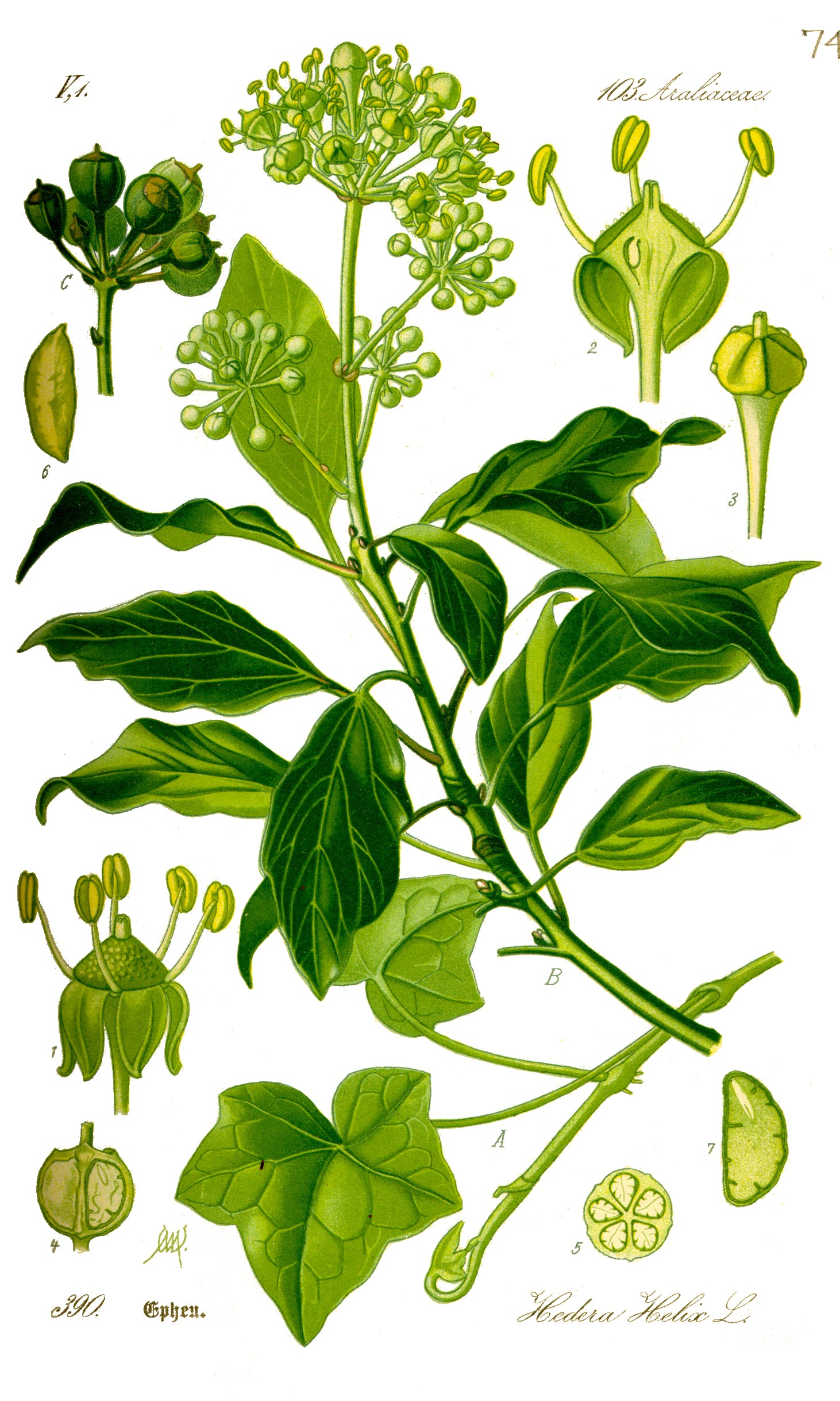
Les fulles de l'heura (Hedera helix) varien fins i tot segons la disposició que prengui en un mateix individu.

Encara que les plantes produeixen nombroses còpies del mateix òrgan al llarg de la seva vida, no tots els exemplars d'un òrgan en
particular seran idèntics. Hi ha una variació entre les parts d'una planta madura com a resultat de la posició relativa que pren l'òrgan. Per exemple, al llarg d'una branca nova les fulles varien seguint un patró comú. La forma de les fulles produït prop de la base de la branca és diferent de fulles produïdes a l'extrem d'aquesta, i aquesta diferència es produeix de la mateixa manera a totes les branques de la planta i entre diferents individus d'una mateixa espècie. Aquesta diferència persisteix després que s'hagin desenvolupat totes les fulles; essent independent del seu estadi de desenvolupament.

### Efectes ambientals
Els òrgans poden resultar afectats a mesura que maduren, així com per l'entorn a què estan exposats.

### Efectes juvenils
Els òrgans i teixits produïts per una planta jove, p. ex. en un viver, sovint són diferents de les que produirà la mateixa planta quan
sigui gran. Per exemple, els arbres joves produeixen més branques i aquestes són més primes que creixen cap amunt més que les branques que es produeixen quan l'arbre ja és madur i desenvolupat. A més, les fulles produïdes durant el creixement primerenc tendeixen a ser més grans, més primes i més irregulars que les fulles de la planta adulta. Les plantes juvenils poden semblar completament diferents de la planta adulta.